# 트로픽 썬더
트로픽 썬더(Tropic Thunder)는 2008년 공개된 미국의 액션 코미디 영화이다.

## 줄거리
퇴물 액션 스타, 오만방자한 메소드 배우, 숨겨진 게이 래퍼, 약물 중독 코미디언 등 여러 문제적 배우들이 베트남 전쟁 영화를 찍게 된다. 하지만 경험 부족인 감독은 그들을 통제하지 못하고, 결국 제작사는 이들을 실제 정글 한가운데 떨어뜨려 몰래 촬영하는 방식으로 영화를 찍기로 결정한다. 하지만 감독은 사고로 죽고, 배우들은 자신들이 실제 마약 밀매 조직의 영역에 있다는 것을 모른 채 영화 촬영이라고 착각하며 여정을 시작한다.
이들은 연기 기술을 발휘하며 정글을 헤쳐나가려고 하지만, 상황은 점점 더 꼬여간다. 퇴물 액션 스타는 마약 조직에 납치되어 뇌가 조작당하고, 다른 배우들은 그를 구하기 위해 영화 속 작전을 모방한 구출 작전을 펼치기로 한다. 할리우드에서는 스타의 에이전트가 제작사 임원과 실랑이를 벌이고, 마약 조직은 배우를 인질로 잡고 몸값을 요구한다. 하지만 제작사 임원은 스타가 죽으면 보험금을 받을 생각에 더 기뻐한다.
배우들은 우여곡절 끝에 마약 조직을 제압하고, 동료 배우와 스태프를 구출한 뒤 헬기를 타고 탈출한다. 헬기가 이륙하는 순간, 엉뚱하게도 에이전트가 나타나 로켓 공격을 막아내며 그들을 구한다. 결국 이들의 촬영 과정은 영화로 편집되어 엄청난 성공을 거두고, 퇴물 액션 스타는 오스카 상을 받게 된다. 이 모든 혼란스러운 상황은 할리우드와 영화 제작 과정을 풍자하는 코믹한 소동극으로 이어진다.

## 출연

### 주연
- 벤 스틸러
- 잭 블랙
- 로버트 다우니 주니어

### 조연
- 스티브 쿠건
- 제이 바루첼
- 대니 맥브라이드
- 브랜든 T. 잭슨
- 빌 헤이더
- 닉 놀테
- 매튜 맥커너히
- 제프 칸
- 안소니 뤼비바
- 에릭 윈젠리드
- 브랜든 수 후
- 톰 크루즈

## 기타
- 프로듀서: 패트릭 엡포지토
- 공동제작: 브라이언 테일러
- 미술: 제프 맨
- 의상: 말린 스튜어트
- 세트: 다니엘 B. 클랜시
- 배역: 캐시 드리스콜
- 배역: 프랜신 마이슬러